# Natalija Bessmertnova
Natalija Igorevna Bessmertnova (in russo Наталия Игоревна Бессмертнова?; Mosca, 19 luglio 1941 – Mosca, 19 febbraio 2008) è stata una ballerina sovietica, dal 1991 russa.
Si ricorda per esser stata la prima ballerina sovietica del Balletto Bol'šoj e Artista del popolo dell'Unione Sovietica (1976).

## Biografia
Natalija Bessmertnova nacque a Mosca nel 1941 e si formò all'Accademia statale di coreografia di Mosca dal 1953 al 1961. Tra i suoi insegnanti c'erano Sof'ja Golovkina e Marina Timofeevna Semënova. Si laureò nel 1961 come la prima studentessa nella storia della scuola ricevendo A+ negli esami finali. Nel 1963 entrò a far parte del Balletto Bol'šoj e ne fu la prima ballerina per tre decenni. Fu sposata con Jurij Grigorovič, ex direttore e coreografo e capo del Bol'šoj. Quando Jurij Grigorovič fu costretto a lasciare il Bolshoi nel 1995, prese parte a uno storico sciopero che portò alla cancellazione delle esibizioni in programma.
Bessmertnova morì a Mosca il 19 febbraio 2008, all'età di 66 anni, di tumore. Anche sua sorella Tat'jana (nata nel 1947) fu una ballerina.

## Ruoli
- Giselle nella produzione del 1963 di Giselle di Leonid Lavrovskij
- Leili in Leili e Mejnun di Kas'jan Golejzovs'kij nel 1964
- Anastasija in Ivan il Terribile di Jurij Grigorovič (Prokof'ev) nel 1975
- Valentina nell'Angara di Grigorovič nel 1976
- Giulietta nel nuovo Romeo e Giulietta di Grigorovič nel 1979
- Rita ne L'età dell'oro di Grigorovič nel 1982
- Rajmonda nella nuova produzione di Rajmonda nel 1984 di Grigorovič
- Giselle nella produzione di Grigorovič di Giselle nel 1991
- Frigia in Spartak
- Odette-Odile nel Lago dei Cigni
- Širin ne La leggenda dell'amore
- Kitri in Don Chisciotte
- Maria ne La fontana di Bachčisaraj
- La ragazza di Le Spectre de la rose[4]

## Riconoscimenti
- Medaglia d'oro al Concorso internazionale di balletto di Varna nel 1965.
- Il Premio Anna Pavlova a Parigi 1970.
- Premio di Stato dell'Unione Sovietica (1977) e Premio Lenin (1986).
- Artista del popolo dell'Unione Sovietica nel 1976.